# 黑羽 (漫畫家)
黑羽，日本漫畫家、插畫家。自畫像是海豹。

## 來歷
早年開始在史克威爾艾尼克斯的旗下雜誌《月刊少年GANGAN》發表短篇「第一次的魔王討伐」入圍每個月例行舉辦的漫畫獎勵獎。
2011年發表短篇版的《歸宅部活動記錄》入圍「第2回史克威爾艾尼克斯大賞 極」大獎。同年8月18日連載化，並與另一部漫畫在《GANGAN ONLINE》同時進行連載。其後連載僅4回宣布休載。而《歸宅部活動記錄》改成每個月第2、4週更新連載，2013年7月播出同名電視動畫，2014年6月26日連載結束。2015年4月2日起繼續在《GANGAN ONLINE》連載《NEWS×it》，至2016年3月3日結束連載。
2017年起，轉移至《Jump Square》（集英社）從8月號開始連載《有害指定同級生》。

## 作風
- 在近似正統派的搞笑題材漫畫中，常以美少女為作品主角，並以天然呆角色和吐槽角色兩人的對話為中心。
- 經常以連載的出版社、電視遊戲為題材，再加上戲仿的作品來進行編劇。

## 作品列表
未標示出版社說明由史克威爾艾尼克斯發行。

### 連載
- 歸宅部活動記錄（《GANGAN ONLINE》，全5冊）
- （《GANGAN ONLINE》，全1冊）
- NEWS×it（日语：NEWS×it）（《GANGAN ONLINE》，全2冊）
- 有害指定同級生（日语：有害指定同級生）（《Jump Square》，集英社，全3冊）

### 短篇
- 第一次的魔王討伐（《GANGAN ONLINE》）
- HEROINE（《Jump SQ.CROWN》，集英社）

### 漫畫選集
- 漫畫選集極 歸宅部（日语：ガンガンコミックスアンソロジー#コミックアンソロジー極 帰宅部）
- 男子高中生的日常 漫畫選集
- 月刊少女野崎同學 漫畫選集

### 插圖
- 電視動畫 我不受歡迎，怎麼想都是你們的錯！（第3話片尾插圖）

## 外部連結
- 黑羽的X（前Twitter） （日語）